# Przystanek osobowy

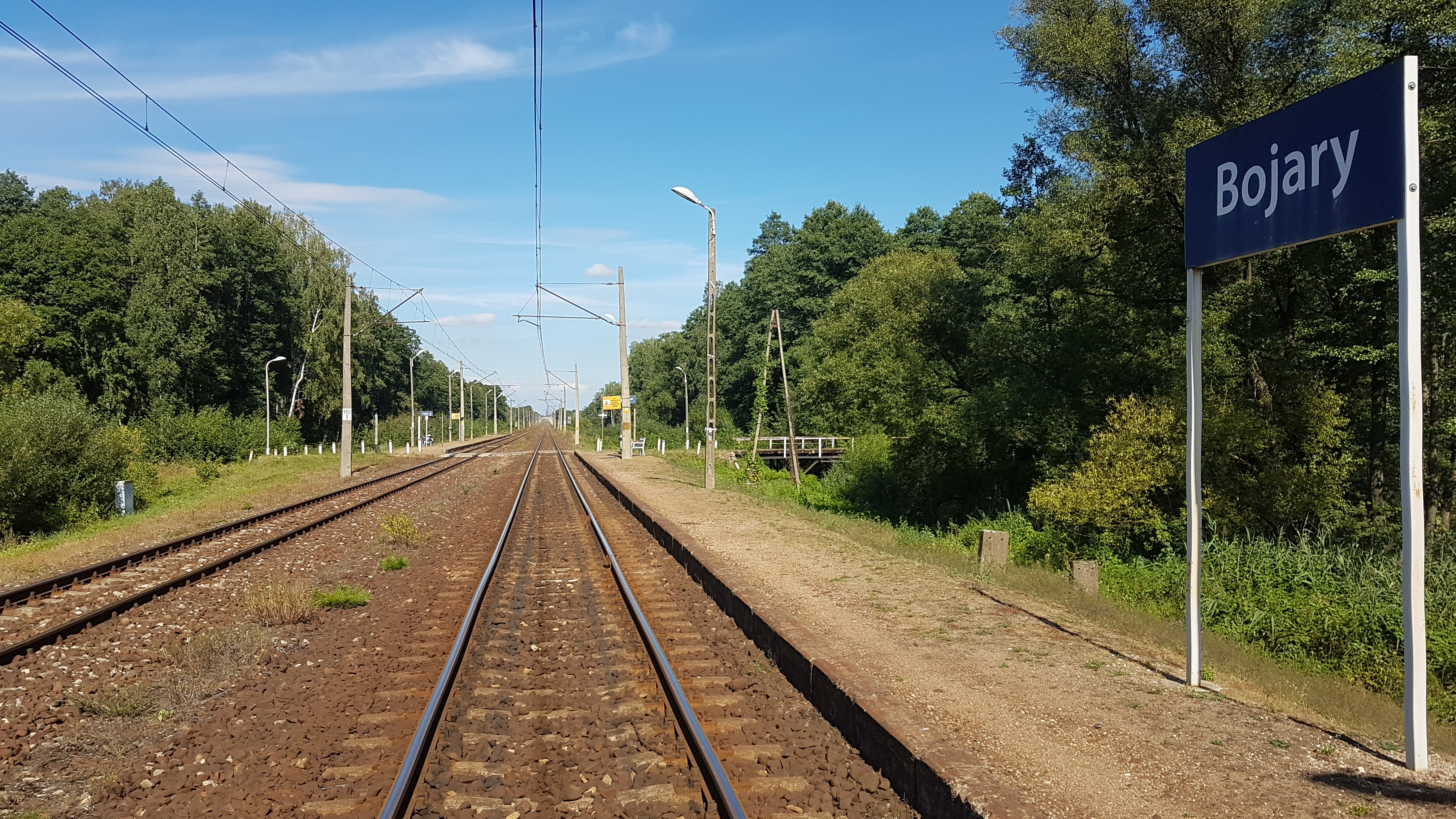
Przystanek osobowy Bojary

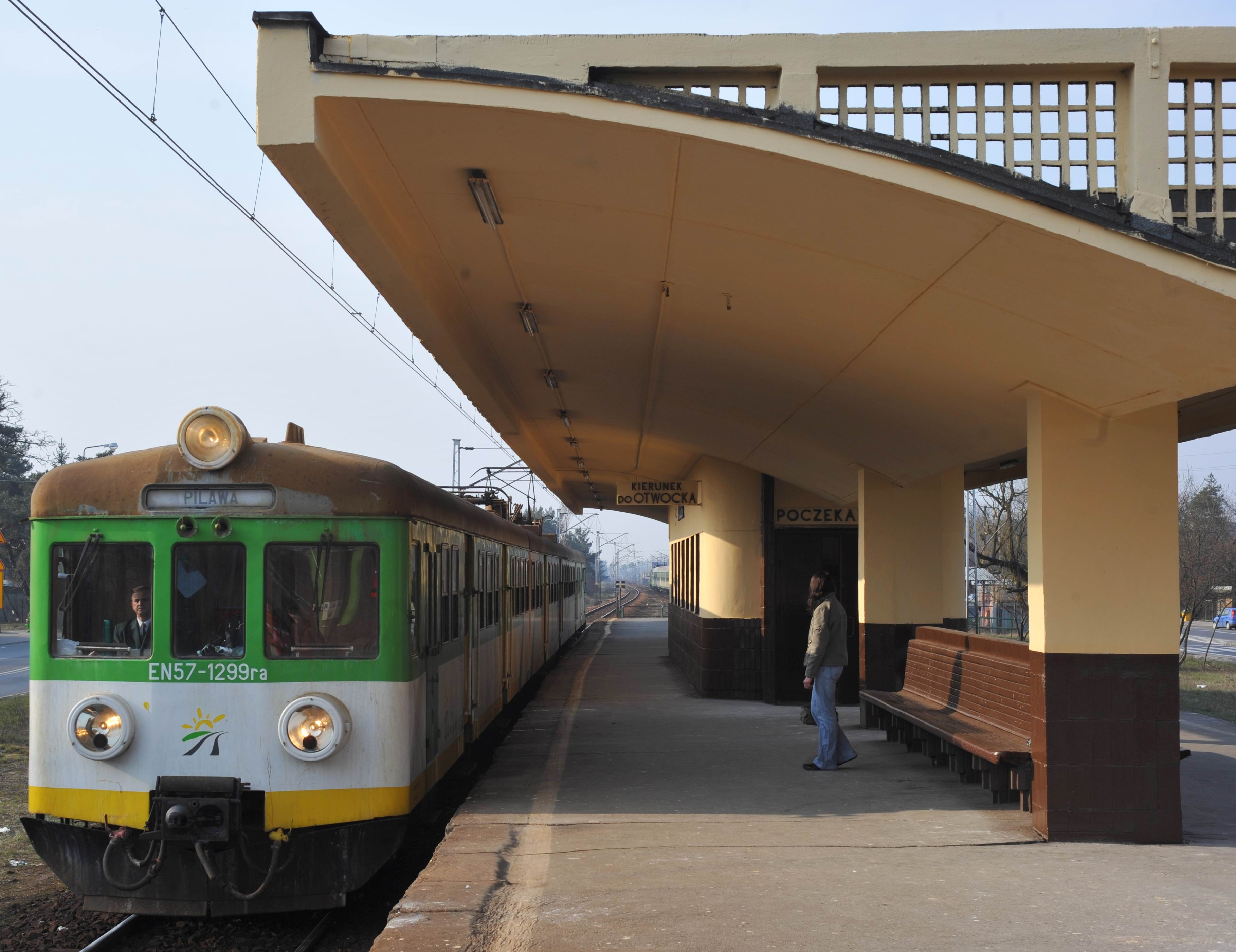
Zabytkowy przedwojenny przystanek osobowy Warszawa Radość wybudowany w 1936 roku w stylu modernistycznym

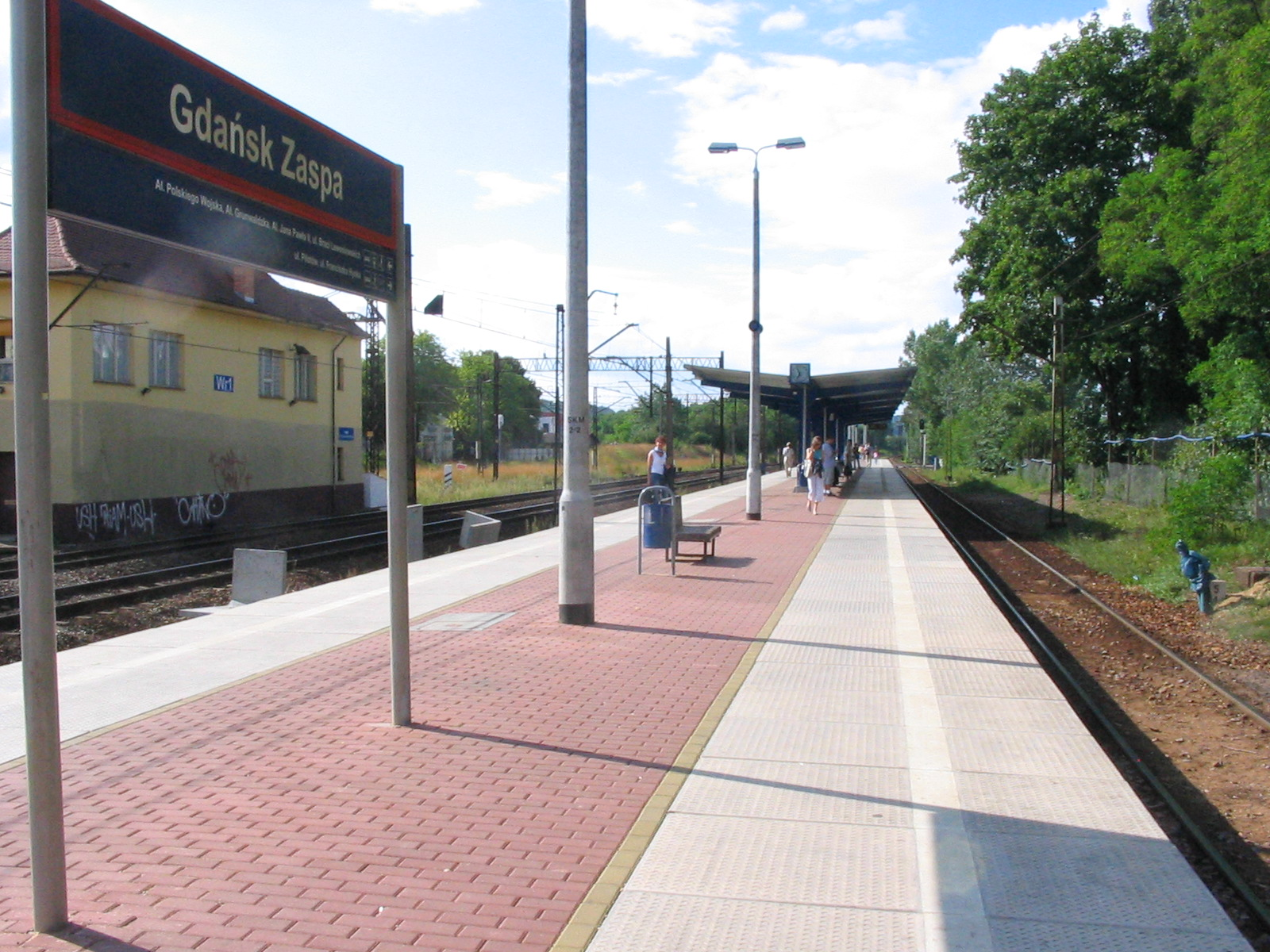
Przystanek trójmiejskiej SKM Gdańsk Zaspa

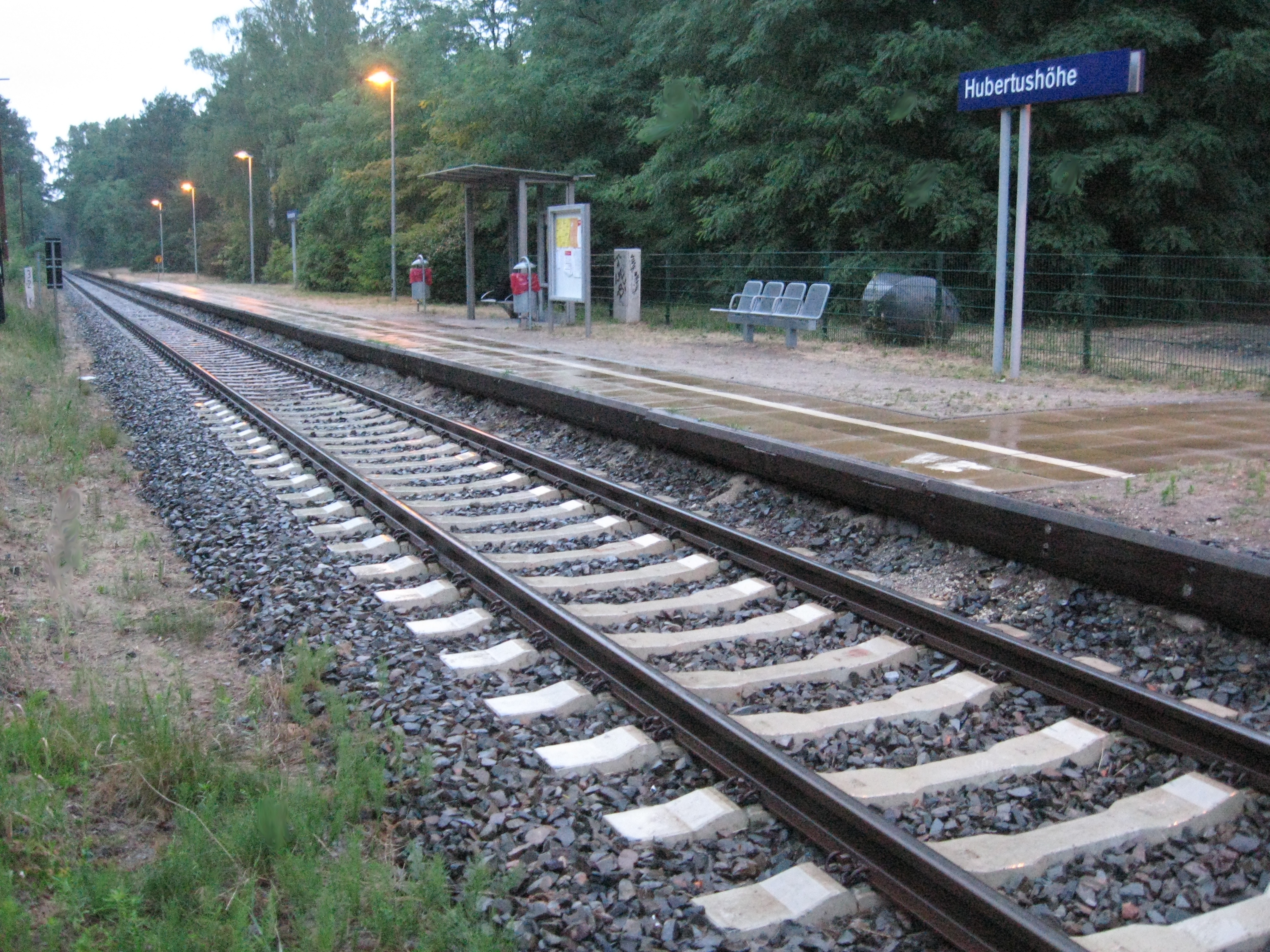
Przystanek z jednym peronem

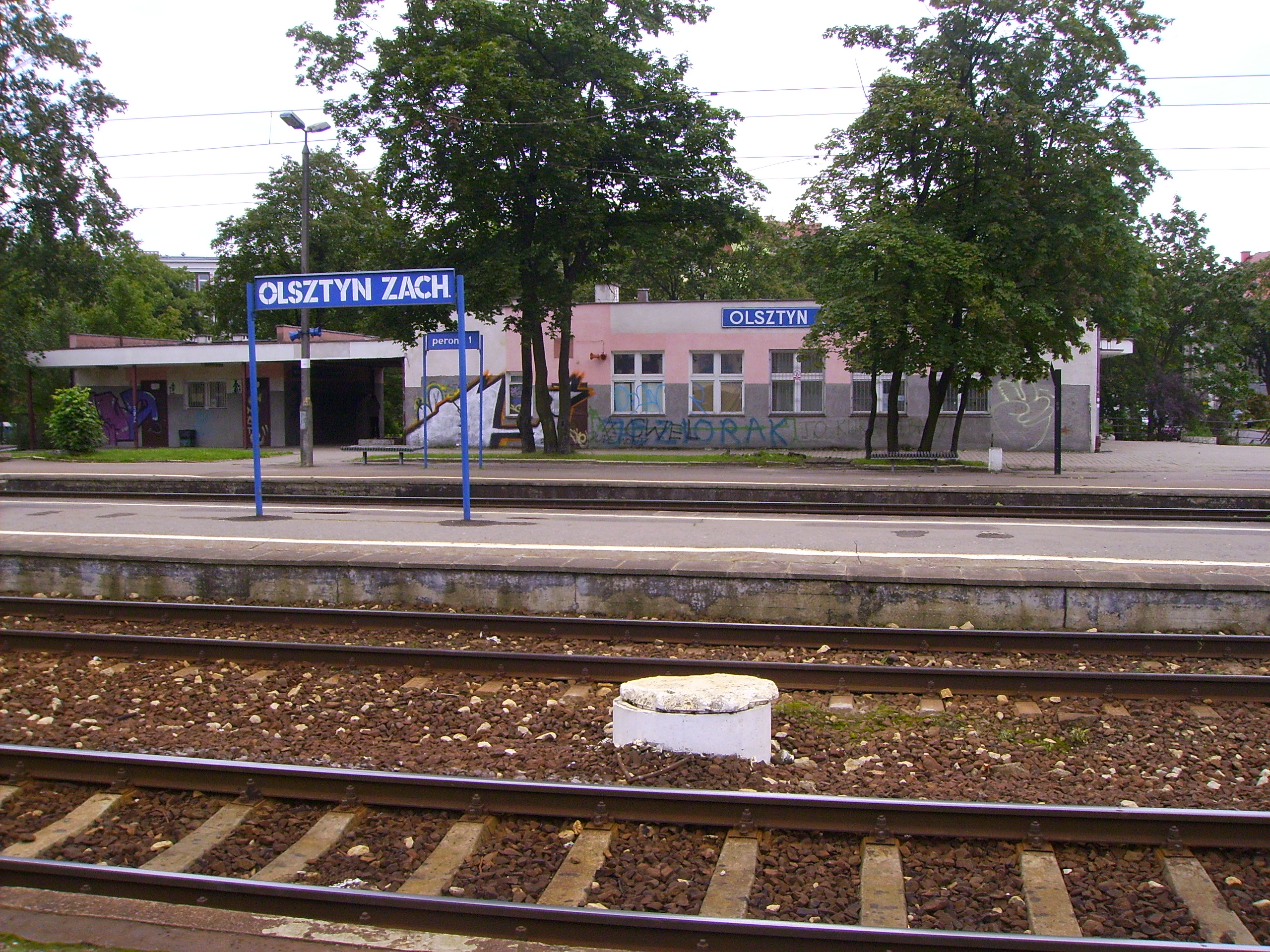
Olsztyn Zachodni – przystanek z trzema peronami

Przystanek osobowy (publiczny) – miejsce na szlaku kolejowym odpowiednio przystosowane do obsługi pasażerów, w którym zatrzymują się rozkładowo wyznaczone pociągi pasażerskie, wyłączając postoje dla potrzeb technicznych i pracowniczych.
Wyposażenie przystanku stanowią perony, czasami też wiata lub budynek z poczekalnią i kasą biletową.
Na linii jednotorowej budowany jest zazwyczaj jeden peron, a na linii dwutorowej dwa perony boczne lub jeden wyspowy. Do przystanku nie ma przypisanych semaforów (mogą występować semafory samoczynnej blokady liniowej lub semafory odnoszące się do sąsiednich stacji), zaś pociągi zatrzymują się na torach szlakowych.
Na szlakach w Polsce przystanki oznakowane są za pomocą wskaźnika W 16 informującego maszynistę, iż w odległości równej drodze hamowania znajduje się przystanek, zaś przy końcu peronu ustawiony (zgodnie z zasadami ogólnymi) jest wskaźnik W 4 (prosty biały krzyż na czarnym tle), oznaczający miejsce zatrzymania czoła pociągu.
Przystanek osobowy może być urządzony również z innymi punktami na szlaku, takimi jak:
- ładownia
- mijanka i ładownia
- mijanka
- nastawnia dysponująca (nast. dysponująca należy do innego posterunku)
- posterunek odstępowy i ładownia
- posterunek bocznicowy szlakowy
- posterunek odgałęźny i ładownia
- posterunek odstępowy
- posterunek odgałęźny
- grupa torów towarowych (grupa torów należy do innego posterunku)
- stacja handlowa

Tak urządzony posterunek stanowi całość. Nie stosuje się oddzielnych nazw czy pozycji w wewnętrznych rozkładach jazdy.
Posterunek osobowy może być ustanowiony na stacji zamkniętej dla czynności techniczno-ruchowych – najczęściej w takim przypadku jest oznaczany jako „ładownia i przystanek osobowy”, lub „stacja zamknięta”. Przystanek może również być ustanowiony na stacji zlikwidowanej – natomiast w takim przypadku najczęściej jest oznaczany jako „stacja zlikwidowana” lub „przystanek osobowy”.
Na liniach, na których stosuje się wyłącznie kolejową komunikację autobusową, występują „przystanki osobowe w kolejowej komunikacji autobusowej (transport drogowy)”.